# Карвалью де Мендонса, Паулу де
Паулу де Карвалью де Мендонса (порт. Paulo de Carvalho de Mendoça; 1702, Лиссабон, королевство Португалия — 7 января 1770, там же) —  португальский кардинал. Брат маркиза Себастьяна де Помбала. Кардинал in pectore с 18 декабря 1769 по 7 января 1770. 